# Błąd pomyłki o jeden
Błąd pomyłki o jeden (ang. off-by-one error) – błąd programistyczny polegający na pomyłce o jeden, na przykład zaczynanie od 1, kiedy powinno się od 0 (lub odwrotnie). Terminem tym określa się również mylenie „mniejsze” z „mniejsze-równe” w warunkach pętli.
Przykład typowego błędu off by one (pętla wykona się 101 razy, nie 100):
```
int
 
foo
[
100
];

int
 
i
;

for
 
(
i
=
0
;
 
i
<=
100
;
 
++
i
)

  
foo
[
i
]
 
=
 
0
;

```

Uwaga: W przypadku, gdy kompilator ułoży adresy zmiennych na stosie tak, że:
```
&
i
 
==
 
&
foo
[
100
];

```

– program się zapętli. Błąd ten może być wykorzystany na przykład do zmiany rejestru ESP.